# Herpes genital

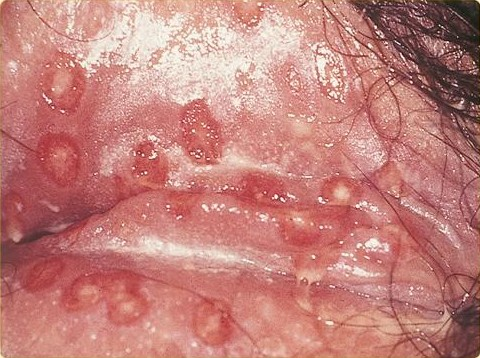
Lesions herpètiques a la vulva

L'herpes genital és un tipus d'herpes que ataca els genitals. Es tracta d'una inflamació de la pell als genitals masculins i femenins causada per virus d'ADN del grup Herpesviridae, comunament el HSV-2, que provoca l'erupció de vesícules petites, agrupades en forma de gotim de raïms, que en rebentar-se deixen la pell erosionada i humida. Les erosions, que acostumen a ésser molt doloroses, es localitzen principalment al gland del penis de l'home i a la vulva de la dona.
És potser la malaltia de transmissió sexual més encomanadissa i hom estima que afecta el 20% dels adults sexualment actius. Les lesions solen guarir espontàniament en 10 a 15 dies, però després d'una primera infecció, l'herpesvirus entra en un període de latència i pot no reaparèixer mai més o bé manifestar-se episòdicament o molt sovint (herpes recidivant).
La infecció del nounat, ocasionada durant el part per la mare afectada d'herpes genital és gravíssima.

## Descripció
L'herpes genital és una infecció vírica de transmissió sexual causada pel virus de l'herpes simple o VHS. Existeixen diversos tipus de virus de l'herpes simple però només dos, el VHS-1 i el VHS-2, causen herpes genital.
En la majoria de casos no hi ha manifestacions de la infecció. Quan n'hi ha, es presenten en forma de múltiples lesions, com ara vesícules o úlceres doloroses. El VSH-2 és el principal causant de l'herpes en l'àrea genital, encara que també pot infectar altres parts del cos –per exemple, la boca– durant les pràctiques de sexe oral. El VHS-1 sol provocar infeccions als llavis i a la boca i originar lesions molt característiques (vesícules, panses), però també pot infectar l'àrea genital.
Ambdós tipus de virus poden provocar vesícules o butllofes que es poden rebentar i deixar úlceres doloroses, localitzades a la vagina, al penis, al voltant de l'anus, a les natges, a les cuixes i, fins i tot, en altres parts del cos. Aquestes lesions poden trigar unes quantes setmanes a curar-se i en poden anar sortint d'altres amb el temps, tot i que els brots posteriors no són tan intensos i duren menys temps.
Sovint la infecció per herpes genital és asimptomàtica, és a dir, no provoca cap mena de molèstia o manifestació i, en canvi, es pot transmetre fàcilment d'una persona infectada a una altra durant les relacions sexuals (orals, vaginals o anals). L'herpes genital no es cura; és una infecció crònica. No obstant això, hi ha medicaments que poden escurçar la durada de les lesions i disminuir el dolor que provoquen.

## Símptomes
Moltes vegades les persones que pateixen herpes genital ho desconeixen perquè no presenten cap símptoma o no saben que les molèsties que tenen són degudes a aquesta infecció i les confonen amb altres malalties. Tanmateix, si hi ha símptomes durant el primer episodi d'herpes genital (brot) poden ser força intensos. Solen aparèixer d'una a dues setmanes després d'haver-se produït el contagi, en forma d'una o diverses vesícules o butllofes localitzades al penis, l'escrot, la vulva, la vagina, el coll uterí, l'anus, les natges o les cuixes.
Aquestes vesícules o butllofes es poden rebentar i deixar úlceres doloroses que es curen entre dues i quatre setmanes més tard, sense deixar cicatrius. També hi pot haver altres símptomes com ara febre, inflamació dels ganglis limfàtics (dels engonals, les aixelles o el coll), picor, cremor o sensació de dificultat en orinar, mal de cap, dolor muscular, cansament o malestar general.
Encara que desapareguin les úlceres i els altres símptomes, el virus no desapareix de l'organisme i pot reactivar-se en qualsevol moment i causar un nou brot simptomàtic o recurrència (normalment entre quatre i cinc a l'any), en què apareixen úlceres noves als mateixos llocs que en el primer episodi. Els símptomes en les recurrències solen ser menys intensos i duren menys temps que en el primer brot. Sovint, una mena de “senyals” (formigueig, cremor o picor a la zona on hi havia les úlceres en el primer brot) avisen de l'aparició d'un nou brot d'herpes genital, hores o dies abans que es produeixi.
Les persones que pateixen alguna malaltia que afecta el sistema immunitari (les defenses) com, per exemple, leucèmia o infecció pel virus de la immunodeficiència humana (VIH), tenen més probabilitats de presentar més brots i també que els símptomes siguin més intensos i perllongats. D'altra banda, les persones que pateixen herpes genital tenen més risc de contraure la infecció pel VIH, ja que aquesta infecció pot entrar i propagar-se en l'organisme humà a través d'aquestes lesions.
De vegades, les persones que tenen herpes genital recurrent desenvolupen alteracions psicològiques com ara ansietat o depressió.

## Diagnòstic
Quan es tracta d'un brot típic d'herpes genital, l'examen visual de les lesions i la recollida de mostres d'aquestes lesions per ser analitzades al laboratori poden ser útils per al diagnòstic d'aquesta infecció.
També es pot fer una anàlisi de sang per veure si s'han format anticossos contra el VHS-1 o el VHS-2. De tota manera, aquesta tècnica només serveix per a les primoinfeccions o brots inicials.

## Tractament
Actualment no hi ha un tractament curatiu per a la infecció de l'herpes genital, però hi ha fàrmacs antiherpètics que poden fer disminuir els símptomes i el nombre i la durada dels brots repetits.
L'herpes genital es tracta habitualment amb fàrmacs antiherpètics (per via oral), durant el brot o episodi simptomàtic, tant si és el primer com si es tracta d'una recurrència. En aquells casos en què les recurrències són molt freqüents (més de sis a l'any), el tractament antiherpètic sol ser diari i de durada indefinida. El tractament diari pot reduir-ne la possibilitat de transmissió a les parelles sexuals de les persones infectades.

## Prevenció
L'herpes genital es contagia per contacte directe de la pell o les mucoses (vagina, penis, anus, boca) amb les lesions herpètiques. Per tant, es recomana no tenir relacions sexuals durant el brot d'herpes genital fins que les lesions s'hagin curat o hagi finalitzat el tractament antiherpètic. L'ús correcte del preservatiu redueix el risc de transmissió de l'herpes genital, encara que de forma menys efectiva que en la prevenció d'altres infeccions de transmissió sexual, ja que pot també aparèixer en zones del cos que no poden ser protegides ni cobertes pel preservatiu (per exemple, els llavis majors de la vulva o l'escrot).
És molt important que les persones que tenen o han tingut herpes genital n'informin la parella o parelles sexuals per tal que sàpiguen que hi pot haver risc de transmissió i decideixin plegades les mesures de sexe més segur que volen adoptar.